# Джиллінгем (футбольний клуб)
«Джиллінгем» (англ. «Gillingham Football Club») — професіональний англійський футбольний клуб з однойменного міста у графстві Кент. Заснований 1893 року. Домашні ігри проводить на стадіоні «Прістфілд» місткістю 11 582 чоловік.